# Frank Chapot
Francis Davis „Frank” Chapot (ur. 24 lutego 1932 w Camden, zm. 20 czerwca 2016 w Bound Brook) – amerykański jeździec sportowy. Dwukrotny medalista olimpijski.
Sukcesy odnosił w skokach przez przeszkody. Brał udział w sześciu igrzyskach (IO 56, IO 60, IO 64, IO 68, IO 72, IO 76), na dwóch zdobywał medale. W 1960 startował na koniu Trail Guide i wywalczył srebro w drużynie, reprezentację USA tworzyli ponadto William Steinkraus i George Morris. W 1972 startował na koniu White Lightning i także zajął drugie miejsce, partnerowali mu ponownie Steinkraus, Neal Shapiro i Kathryn Kusner. Był wielokrotnym medalistą igrzysk panamerykańskich: w 1959 był drugi indywidualnie i pierwszy w drużynie, w 1963 zwyciężył w drużynie, w 1967 był drugi w drużynie. W 1966 zajął drugie miejsce w mistrzostwach Europy.
Jego żona Mary Mairs-Chapot także była reprezentantką USA w jeździectwie i olimpijką.